# Yushi Yamaya
Yushi Yamaya (山谷 侑士 Yamaya Yushi?), född 11 juni 2000 i Kanagawa prefektur, är en japansk fotbollsspelare.
Yamaya började sin karriär 2019 i Yokohama F. Marinos. 2020 flyttade han till Mito HollyHock.